# Korsynie
Korsynie (ukr. Корсині) – wieś na Ukrainie, w obwodzie wołyńskim, w rejonie rożyszczeńskim.